# Ghivizzano
Ghivizzano è una frazione di circa 1 600 abitanti del comune italiano di Coreglia Antelminelli, nella provincia di Lucca, in Toscana.
La frazione è divisa in due parti, il borgo medioevale di Ghivizzano (chiamato anche Ghivizzano alto dai paesani), ben visibile dalla strada regionale 445 della Garfagnana, e Ghivizzano basso, la parte di paese nata fuori delle mura, lungo la strada regionale. Qui hanno sede il distaccamento comunale, lo stadio, la stazione ferroviaria e le scuole.

## Storia
Le sue origini risalgono ai liguri-apuani, ma fu anche territorio dei romani che gli assegnarono il nome di “Clavis”, chiave, perché era il luogo d'accesso della valle. Si trasformò poi in Clavidianum; nel 983 si trova tra i possedimenti dei Rolandinghi con il nome di Glavezzano.
Rimase tra i loro possedimenti fino alla metà del XIV secolo, quando gli Antelminelli se ne appropriarono e iniziarono ad usare Ghivizzano come residenza e base militare. Castruccio Castracani, infatti, ristrutturò e fortificò il castello, aggiungendo le mura, il palazzo, la rocca e aggiungendo la torre con la caserma annessa. Quando Castruccio morì, il 3 settembre del 1328, gli succedette un altro Antelminelli: Francesco Castracani. Nel 1429-1430, le truppe fiorentine comandate da Niccolò Fortebraccio saccheggiarono il castello. Il passaggio di Francesco Sforza, pochi anni dopo, lo vide sottomesso.
Dal 1500, quando la Garfagnana fu sottomessa e le guerre per il suo dominio si placarono, l'importanza di Ghivizzano diminuì. Alla fine di quello stesso secolo si ritirarono le truppe lucchesi e la città prese a rifiorire.
Nel 1810 fu costruita una seconda porta d'accesso, il Portello, e nel 1857 lo "scaleo”, una scala che dalla chiesa dei SS. Pietro e Paolo conduce alla rocca, a scapito di una parte di cinta muraria.

## Monumenti e luoghi d'interesse

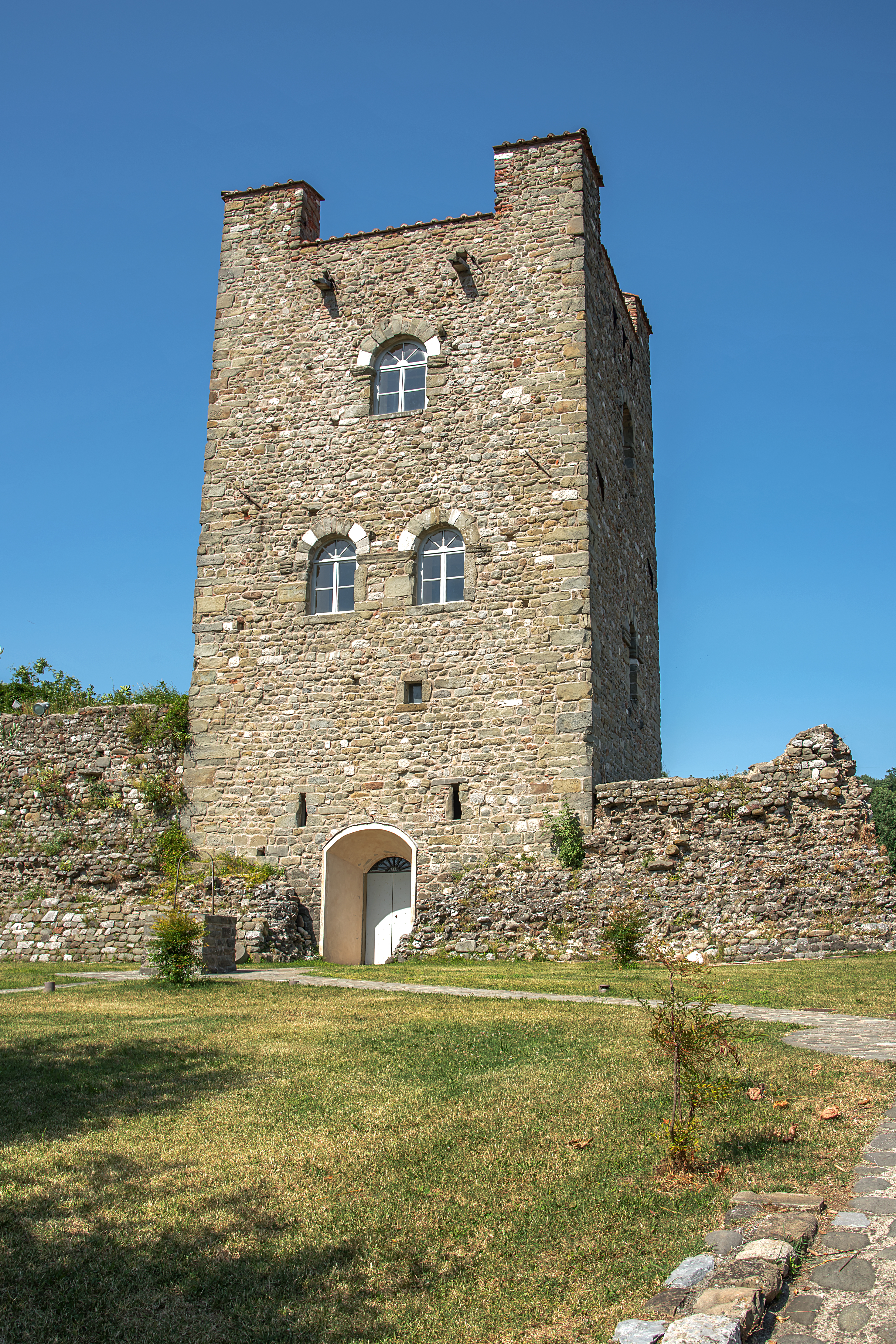
La torre di Castruccio Castracani

La caratteristiche vie del centro storico sono via Sossala (sub-sala, sotto il palazzo) che costeggia il lato meridionale, e via Piastronata, che conduce al centro.

### Architetture religiose
- Chiesa dei Santi Pietro e Paolo
- Chiesa di Sant'Antonio
- Chiesa della Madonna delle Nevi

### Architetture militari

#### Torre di Castruccio Castracani
La torre di Castruccio Castracani, così chiamata perché ristrutturata e fortificata per volere di Castruccio nei primi anni del Trecento, è alta circa 25 metri e veniva usata per l'avvistamento dei nemici e come difesa. Era dotata di otto merli, ma quelli centrali sono scomparsi. Il piano terra era adibito a magazzino e perciò non comunicava dall'interno con quelli superiori; il primo e il secondo piano erano rispettivamente la zona giorno e la zona notte. L'uso abitativo, però, si avrà solo dopo la fine delle guerre in Toscana.
Il ritrovamento di una pavimentazione a tre metri di profondità rispetto al piano terra fa ipotizzare che la torre esistesse da prima del 1100.
Nel luogo della torre via era una fortificazione romania preesistente.

## Cultura

### Eventi
Ogni anno si svolgono varie feste paesane tra cui: la festa dei "Norcini a Castello" e il Presepe Vivente, con i costumi medievali e l'apertura al pubblico della torre e della rocca nella zona antica. La fiera di paese la prima domenica di ottobre nella parte nuova.

## Infrastrutture e trasporti
Ghivizzano è servito dalla propria stazione ferroviaria situata a Ghivizzano basso e collegata alla ferrovia Lucca-Aulla. La stazione fu operativa a partire dal 1911, quando il 27 luglio di quell'anno venne inaugurato il tratto Bagni di Lucca-Castelnuovo di Garfagnana.